# Приазовський державний технічний університет
Державний вищий навчальний заклад «Приазовський державний технічний університет» (ДВНЗ «ПДТУ») — заклад вищої освіти IV рівня акредитації.
До початку повномасштабного російського вторгнення в Україну ДВНЗ «ПДТУ» був одним із найбільших закладів вищої освіти Приазов’я. У березні 2022 року в 5-ий корпус університету влучили дві надважкі ворожі авіабомби. Потім були нові влучання, пошкодження інших корпусів, подекуди повне руйнування. Наказом МОН України від 13.04.2022 № 334 університет переміщений до м. Дніпра, де відновив свою роботу в приміщеннях НТУ «Дніпровська політехніка».
Сьогодні освітній процес у ДВНЗ «ПДТУ» відбувається в дистанційному форматі з використанням сучасних цифрових технологій. Університет розширює коло вітчизняних та закордонних партнерів, реалізує програми міжнародної академічної мобільності здобувачів освіти. 

## Структура університету
- Навчально-науковий інститут сучасних технологій
- Навчально-науковий інститут економіки та менеджменту
- Інститут підвищення кваліфікації
- Факультет транспортних технологій
- Факультет інформаційних технологій
- Механіко-машинобудівний факультет
- Соціально-гуманітарний факультет
- Факультет інженерної і мовної підготовки іноземних громадян

Також до складу університету входить три відокремлені структурні підрозділи: «Маріупольський фаховий коледж», «Маріупольський машинобудівний коледж», «Маріупольський політехнічний фаховий коледж».

## Рівні підготовки
ДВНЗ «ПДТУ» здійснює підготовку здобувачів освіти за 28 програмами І (бакалаврського) рівня, 35 програмами ІІ (магістерського) рівня та 9 програмами ІІІ (освітньо-наукового) рівня.
Навчальний процес забезпечують 176 викладачів, у т.ч. 106 кандидатів наук, 28 докторів наук. 

## Історія

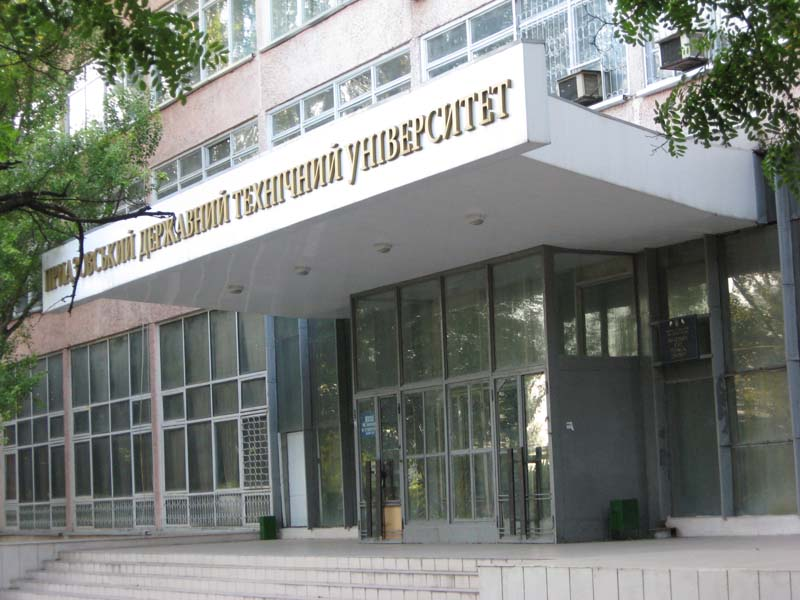

1930 року на базі Вечірнього робочого металургійного технікуму був створений Маріупольський вечірній металургійний інститут, який здійснював підготовку фахівців за п’ятьма спеціальностями: інженер сталеливарного та прокатного виробництва, механік-конструктор, інженер-теплотехнік та інженер-терміст.
У 1939 році в інституті з’явилась денна форма навчання, де готували фахівців за такими спеціальностями, як «Сталеливарне, прокатне виробництво», «Металознавство», «Термічна обробка чорних і кольорових металів».

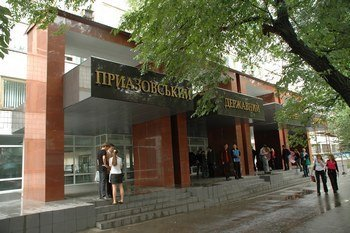
5-й корпус ДВНЗ «ПДТУ» у Маріуполі

У роки німецько-радянської війни інститут не працював, свою діяльність він відновив у грудні 1943 року.
З 1948 по 1989 роки мав назву Жданівський металургійний інститут (ЖдМІ).
1990 року навчальний заклад отримав вищий — IV рівень акредитації (Рішення Державної акредитаційної комісії Міністерства освіти України).

У 1993 році, відповідно до постанови Кабінету Міністрів України, на базі Маріупольського металургійного інституту був створений Приазовський державний технічний університет.

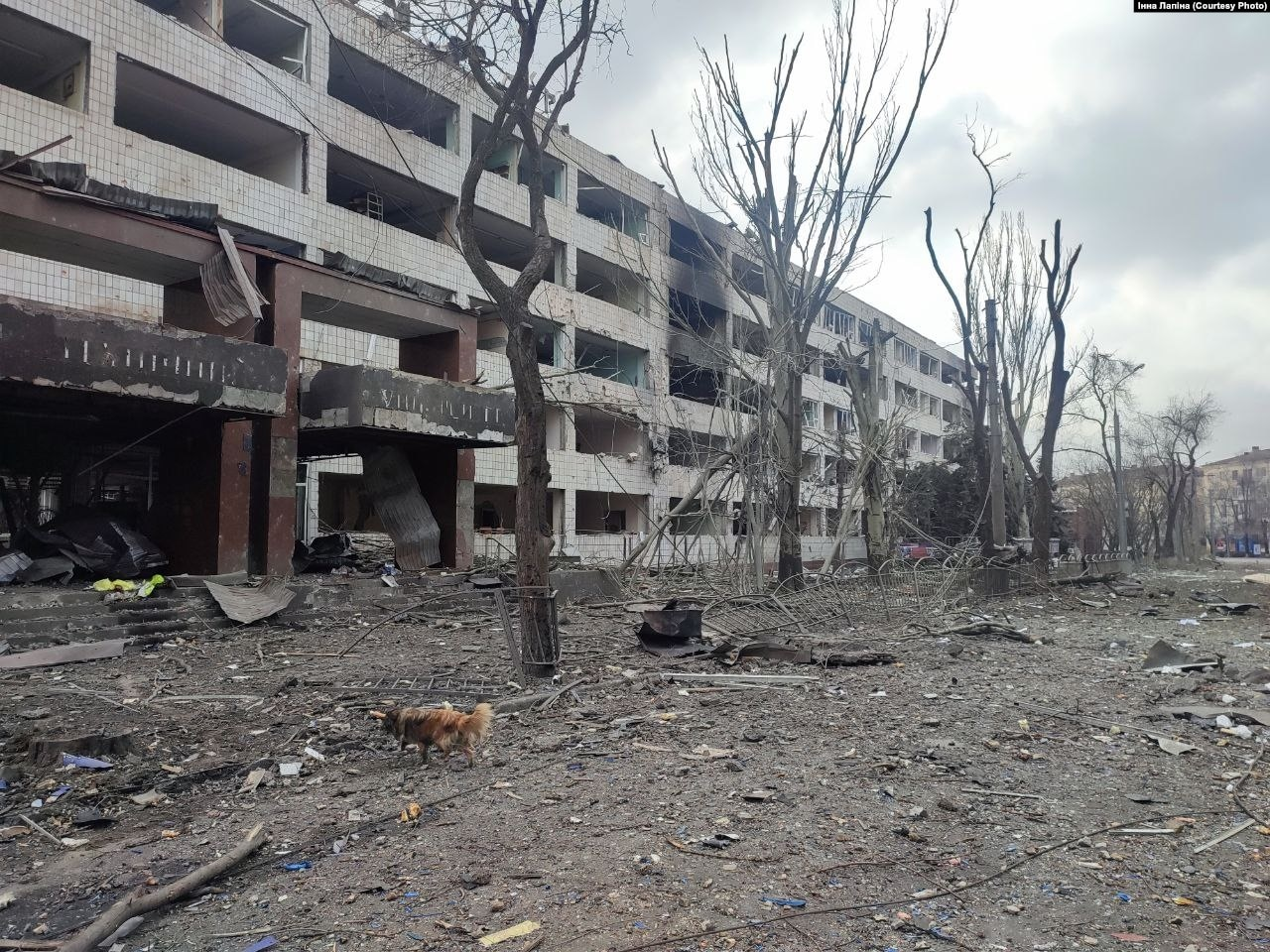
Зруйнований під час російської навали університетський корпус

У 2022 році, внаслідок російського вторгнення в Україну, ДВНЗ «ПДТУ» тимчасово переміщений до Дніпра. 

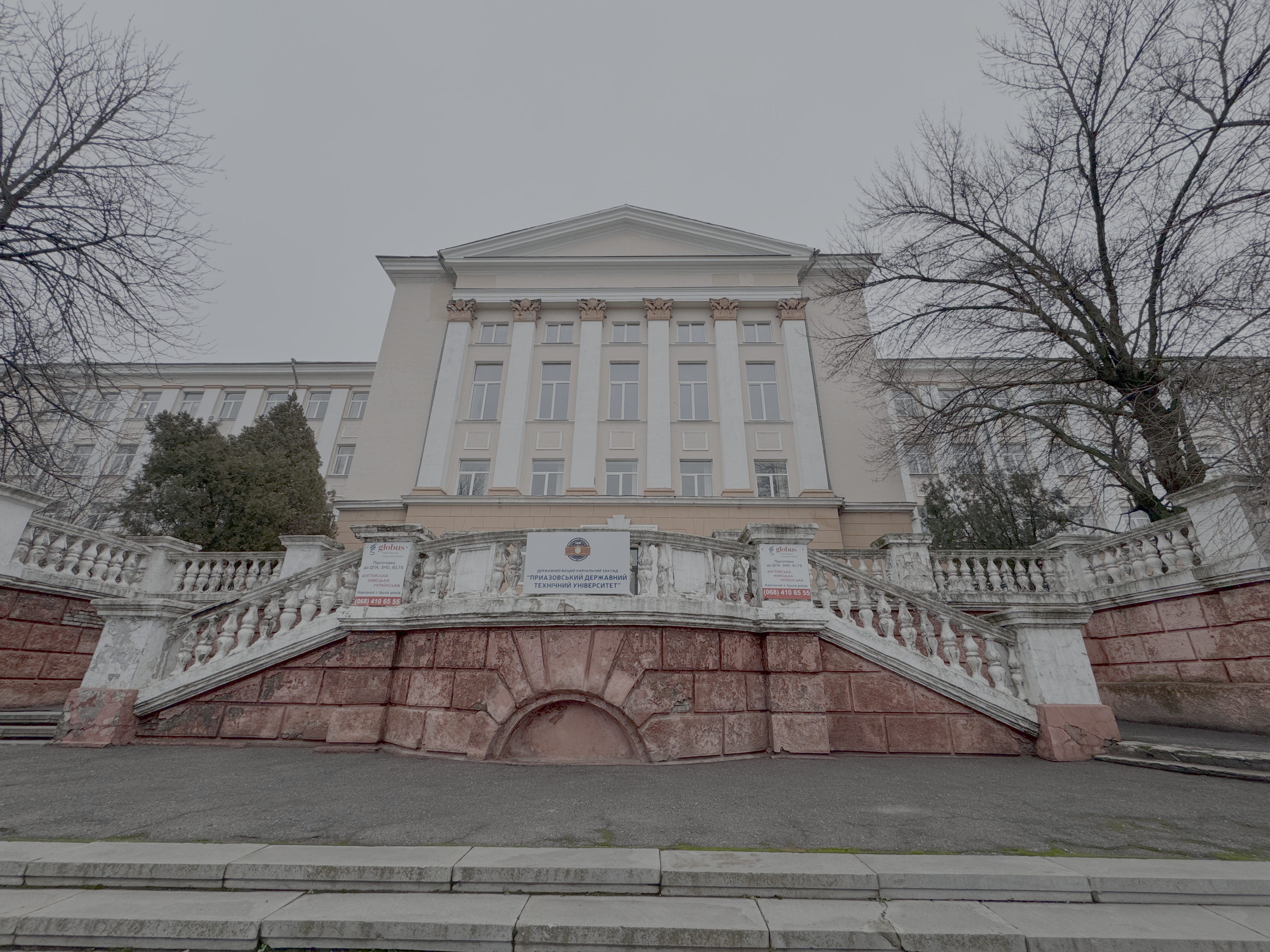
ДВНЗ «ПДТУ» у місті Дніпро

## Ректори
- Черноусов Костянтин Васильович (1930—1933 рр.)
- Красильников Віктор Павлович (1931—1933 рр.)
- Алмашин Дмитро Євдокимович (1933—1935 рр.)
- Гиршович Михайло Михайлович (1935—1938 рр.)
- Вдовенко Іван Миколайович (1937—1938 рр., 1943—1944 рр.)
- Озеров Михайло Якович (1938—1941 рр.)
- Смирнов Тимофій Михайлович (1944—1951 рр.)
- Калошин Микола Олександрович (1951—1969 рр.)
- Капустін Євген Олександрович (1969—1981 рр.)
- Жежеленко Ігор Володимирович (1981—2003 рр.)
- Волошин В'ячеслав Степанович (2003—2022 рр.)
- Хаджинова Олена Вікторівна (2022—дотепер)

## Рейтинги
Згідно з рейтинговою таблицею «ТОП-200 Україна» – 2024 рік ДВНЗ «ПДТУ» посів:
- 1 місце з-поміж 11 закладів вищої освіти, переміщених після 2022 року
- 4 місце з-поміж 31 закладу вищої освіти , переміщених після 2014 року
- 7 місце з-поміж 20 закладів вищої світи Дніпра та Дніпропетровської області
- 77 місце з-поміж 235 закладів вищої освіти України